# Homidiana evenus
Homidiana evenus is een vlinder uit de familie van de Sematuridae. De wetenschappelijke naam van de soort is voor het eerst geldig gepubliceerd in 1849 door Boisduval.